# Lucasidia
Lucasidia là một chi bướm đêm thuộc họ Noctuidae.